# Distrito de Chorrillos
El distrito de Chorrillos es uno de los cuarenta y tres distritos que conforman la provincia de Lima, ubicada en el departamento homónimo, en el Perú. Limita al norte, con los distritos de Barranco y Santiago de Surco; al este, con los distritos de San Juan de Miraflores y Villa El Salvador; y al sur y oeste, con el océano Pacífico.

## Etimología
La denominación de este distrito se hizo en alusión a los chorrillos de agua dulce subterránea que fluían de los acantilados hacia el lado de la playa Agua Dulce, y por ser un pueblo de pescadores; por lo que se le denominó oficialmente como San Pedro de los Chorrillos.

## Historia

### Época virreinal
En 1679, el virrey, Pedro Antonio Fernández de Castro, Conde de Lemos, visitó Chorrillos en busca de baños y de mejor clima. Unos años después, en 1688, sobre los terrenos que el alférez español Francisco Carranza donó a sus primeros pobladores, unos cuantos indígenas que se dedicaban a la pesca en Surco.
Más tarde, a partir de las nuevas donaciones de Francisco Pérez Cormenante, Chorrillos empieza a crecer.

### Época republicana
La resistencia que los españoles opusieron a la causa de la independencia en la asediada Fortaleza del Real Felipe, en el Callao, obligó a los patriotas peruanos a utilizarla como puerto. Obtenida la independencia, ese lugar inició un auge inusitado y se convirtió en un sitio de recreo.

Durante la gestión gubernamental de Agustín Gamarra, la población de Chorrillos se duplicó y las construcciones experimentaron una notable mejora. A las rústicas chozas de caña y totora que campeaban le sucedió el adobe. Un ejemplo de la importancia que obtuvo la villa está en el hecho de que el presidente Gamarra, su gabinete y otros notables de la época emprendieran una excursión hacia Chorrillos en el primer buque a vapor que llegó al Callao.

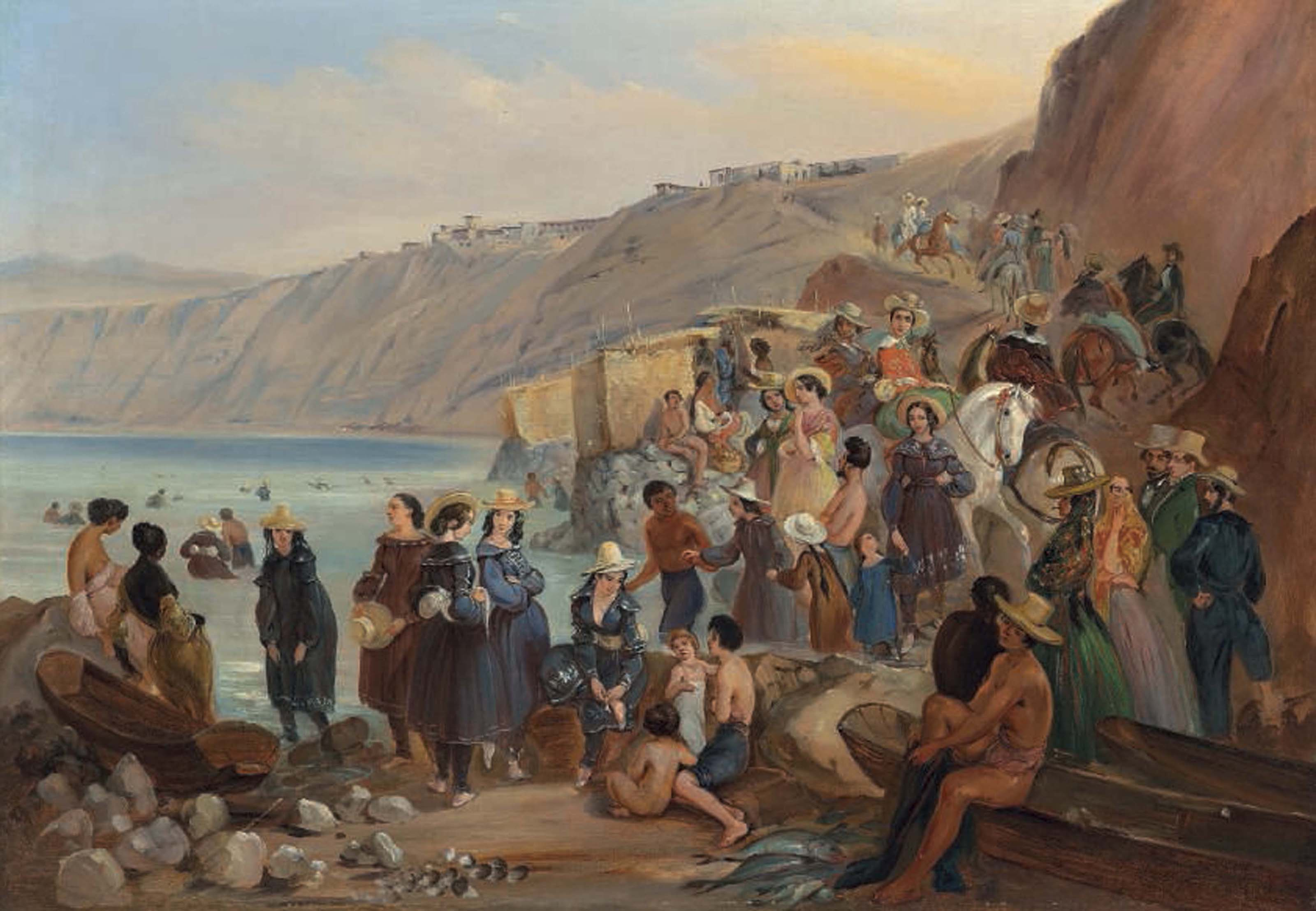
Bañistas en la playa de Chorrillos (Rugendas, 1843)

En la gestión presidencial de Ramón Castilla, se trazaron los planos del antiguo malecón y se iniciaron las obras. El malecón era entablado y con barandal de madera. Permitía apreciar una panorámica de la costa y ostentaba dos glorietas. Diseminadas en toda su extensión había un gran número de bancas y macetas de grandes dimensiones.
El balneario de Chorrillos es elevado a distrito, el 2 de enero de 1857, por el gobierno provisorio de Ramón Castilla.
El tráfico entre la capital y la promisoria villa se hacía con toda clase de bestias de carga y carretas. Los coches y las calesas eran empleados por la clase pudiente. Y a pesar de estos medios y la seguridad con la que se viajaba no se podía evitar los inconvenientes de una carretera desigual y los riesgos evidentes. Estas peripecias desaparecieron cuando el 7 de noviembre de 1858 se inaugura el tramo del tren que la unió con la capital. El ferrocarril innovó completamente la vida de la villa y se asumió la condición de balneario de la aristocracia limeña.
Se le dotó de alamedas y parques. En las principales calles se sembraron ficus, molles y sauces.
San Pedro de los Chorrillos fue la denominación oficial del distrito, a fines del siglo XIX. Esto en alusión a los chorrillos de agua que se desprenden de los barrancos hacia el lado de la playa Agua Dulce.
Su demarcación quedaba encerrada entonces entre la falda del Morro Solar y la quebrada que después se llamó Tenderini, nombrada en honor al Conde Ulderico Tenderini, vecino del distrito y entre los potreros de la hacienda Villa y la avenida de la Rivera, denominada con el correr de los años Calle de Lima. Esta última denominación aún se mantiene en la actualidad.
En enero de 1881, Chorrillos fue devastado por el Ejército de Chile durante la Guerra del Pacífico.
En 1896, se inaugura la Escuela Militar de Chorrillos.
El 25 de septiembre de 1901, el gobierno de Eduardo López de Romaña eleva al rango de Ciudad a la Villa de Chorrillos por haber cumplido los requisitos que se necesitan para lograr tal denominación.
El 6 de diciembre de 1929, durante el gobierno de Augusto B. Leguía, se crea el distrito de Santiago de Surco mediante Decreto Ley N 6644. Donde en el segundo artículo de dicha ley, figuraba que limitaba al suroeste con el distrito de Chorrillos. Lo que provocaría, décadas después, conflictos limítrofes entre ambos distritos. 
En la década de 1950, el distrito amplía su territorio hacia el sur y el este, más allá de la Hacienda Villa, por La Campiña, aledaños a los Pantanos de Villa, y a los cerros Tacalá y Zig Zag, absorbiendo terrenos que eran parte del distrito de Surco, mientras tanto por la construcción de la Antigua Panamericana en linea recta y el establecimiento de nuevas barriadas y luego invasiones, se fue secando y drenando parte de los Pantanos de Villa, y urbanizando alrededores de la hacienda Villa, creando áreas residenciales como la Encantada.
Mediante ley 14096 dada por el Congreso de la República, durante el Segundo gobierno de Manuel Prado Ugarteche, se declaró "Ciudad heroica" por ser considerado junto con Barranco y Miraflores, como el distrito de mayor importancia histórica ante los actos de heroísmo mostrados por su pueblo, el 13 de enero de 1881, durante la Guerra contra Chile.

## Conflictos limítrofes
Desde junio de 2013, los distritos de Chorrillos y Santiago de Surco disputan la urbanización La Encantada de Villa y otras áreas cercanas a la zona de amortiguamiento de los Pantanos de Villa a la altura de la playa El Faro. Surco recauda unos S/2,5 millones en tributos por limpieza pública, parques y jardines y seguridad ciudadana, siendo en total 5,000 contribuyentes.
El área en disputa es un enclave fuera de la continuidad del distrito de Santiago de Surco. Sin embargo, la comunidad y la Municipalidad dicen pertenecer a Surco por considerarse parte de la historia de la hacienda Villa, perteneciente a la familia Lavalle en el pasado (y administrada por Santiago de Surco hasta mediados del siglo XX). Se busca la participación ciudadana para solucionar el conflicto y la ley dispone que los vecinos solamente pueden decidir al voto si las zonas en litigio son contiguas. Por ello, la Municipalidad de Surco incluyó, oficialmente en el reclamo, un área de 6,6 kilómetros de alto que hay entre su jurisdicción y Chorrillos.

## Hitos urbanos

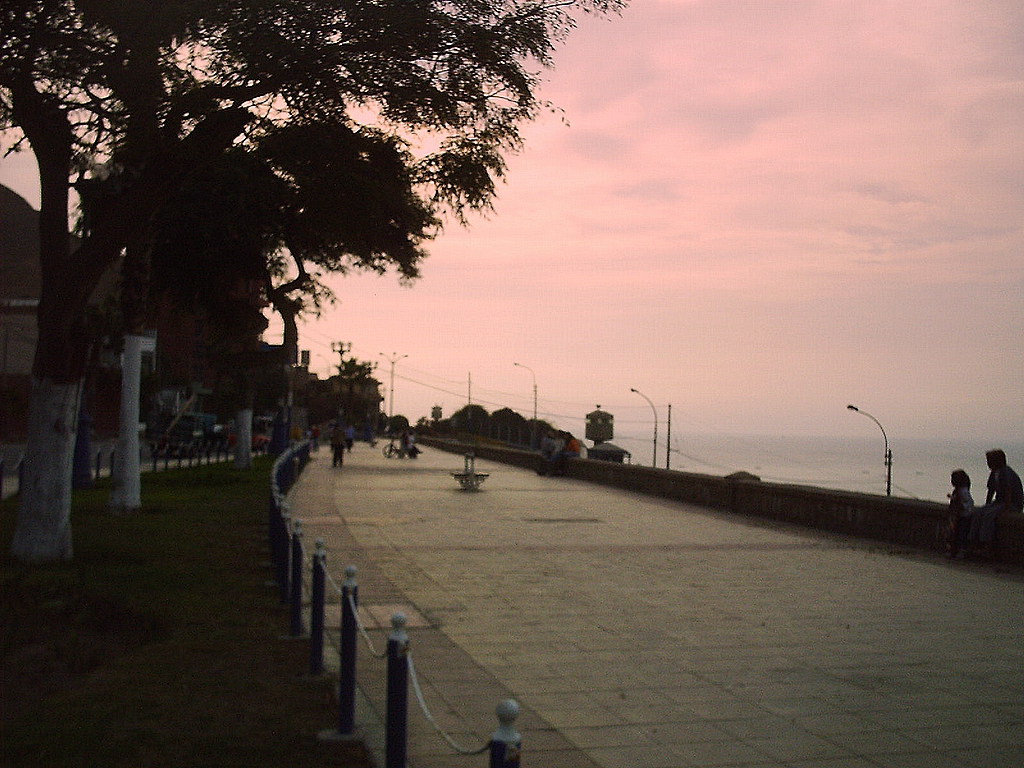
Malecón de Chorrillos.

Con respecto a la clase social o nivel socioeconómico, Chorrillos es un distrito variado, puesto que hay zonas en donde predomina el nivel socioeconómico A, como La Encantada de Villa, el NSE B, como Los Cedros o Matellini, el NSE C, como los Incas, y los NSE D y E, como Armatambo o Tacalá. Además, algunas zonas presentan nivel alto en delincuencia o falta en limpieza pública.
En Chorrillos se puede visitar el Planetario Digital de Lima que cuenta, desde 2010, con un sistema digital y al lado el llamado Observatorio de Lima, que posee algunos telescopios entre los que destacan el Celestron 14" y 2 Refractores Ecuatoriales, todo el conjunto se sitúa en la cima del Morro Solar que identifica a Chorrillos. 
El Morro Solar tiene en su cima el monumento al Soldado Desconocido, símbolo de la defensa de Lima, también se encuentra la gran Cruz que ilumina toda la bahía y se aprecia desde cualquier punto de la Costa Verde, asimismo alberga a la Virgen del Morro en honor a Nuestra Señora del Rosario (Patrona del Distrito y de la bahía de Chorrillos) y el monumento al héroe Miguel Iglesias.
En Chorrillos tienen sus instalaciones tres clubes sociales peruanos:
- Club de Regatas Lima
- Centro Cultural Deportivo Lima
- Country Club de Villa

También cuenta con dos de las más antiguas estaciones de bomberos del país como son la Compañía de Bomberos Garibaldi n.º 6, fundada el 13 de octubre de 1872 por miembros de la colectividad italiana residente en el distrito, y la Compañía de Bomberos Olaya n.º 13, fundada el 29 de junio de 1890, después de que la primera entrara en receso luego de que trece sus miembros fueran fusilados, todo su material quemado y su local incendiado por el ejército chileno durante la invasión de Chorrillos.[cita requerida]
Además en el distrito se ubica la Escuela Militar de Chorrillos Francisco Bolognesi, El Centro de Altos Estudios Militares (CAEM), La Escuela Superior de Guerra del Ejército, la Villa Militar de Chorrillos, el Cementerio de la Policía Santa Rosa de Lima y la Escuela de Oficiales de la Policía Nacional del Perú (ex Escuela Nacional de Oficiales y Centro de Instrucción de la Guardia Civil).
A finales de los años noventa Chorrillos se fue convirtiendo en sede de instituciones de educación superior entre las cuales se encuentran:
- Universidad Peruana de Ciencias Aplicadas
- Universidad Científica del Sur
- Universidad Privada San Juan Bautista
- Universidad Privada del Norte
- Universidad Privada Peruano Alemana (sin licencia desde 2024)

## Demografía
La población de Chorrillos es de trescientos mil habitantes aproximadamente, siendo un 49.14 % mujeres y un 50.86 % hombres, existiendo un total de 58 337 viviendas (según Censo X de Población y V de Vivienda 2005). Se estima, que en la zona que rodea al área protegida, existe una población de 116 200 habitantes, en 21 200 viviendas ocupadas, lo que representa 5,5 personas por vivienda.

## Gastronomía
En Chorrillos se originaron los platos denominados a la chorrillana como el Lomo a la Chorrillana, pescado a la chorrillana, bistec a la chorrillana, entre otros. En el año de 1903 eran mencionados por el escritor Leonidas Yerovi en su obra La del cuatro mil.
Con la caleta de pescadores en el área contigua, en la zona de la playa Pescadores y Agua Dulce se pueden degustar especialidades de comidas de mar como el típico cebiche peruano y toda clase de mariscos y pescados, además de otras carnes, en preparaciones de la característica culinaria chorrillana, típicas de la gastronomía peruana.

## Festividades

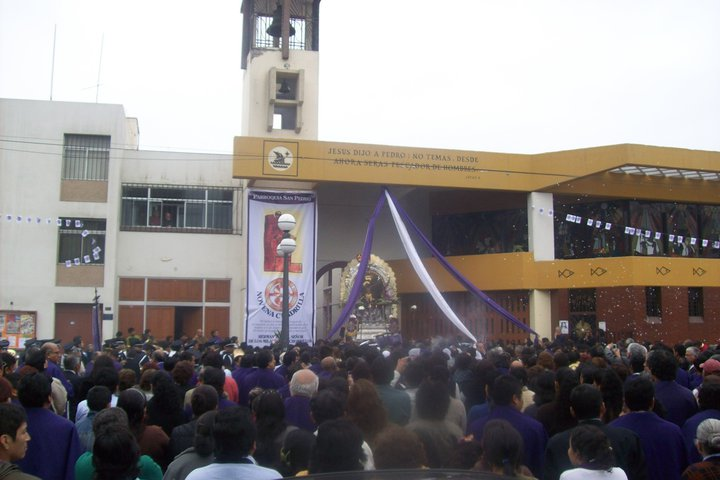
Señor de los Milagros en la Parroquia de San Pedro

- 29 de junio: San Pablo y San Pedro. Este último, patrón del distrito.  Aniversario de fundación de la benemérita y centenaria compañía de Bomberos Olaya 13. (1890)
- 29 de junio: Conmemoración al sacrificio del prócer chorrillano José Olaya Balandra.[7]
- 28 de octubre: Señor de los Milagros de Chorrillos "Cristo de Pachacamilla"

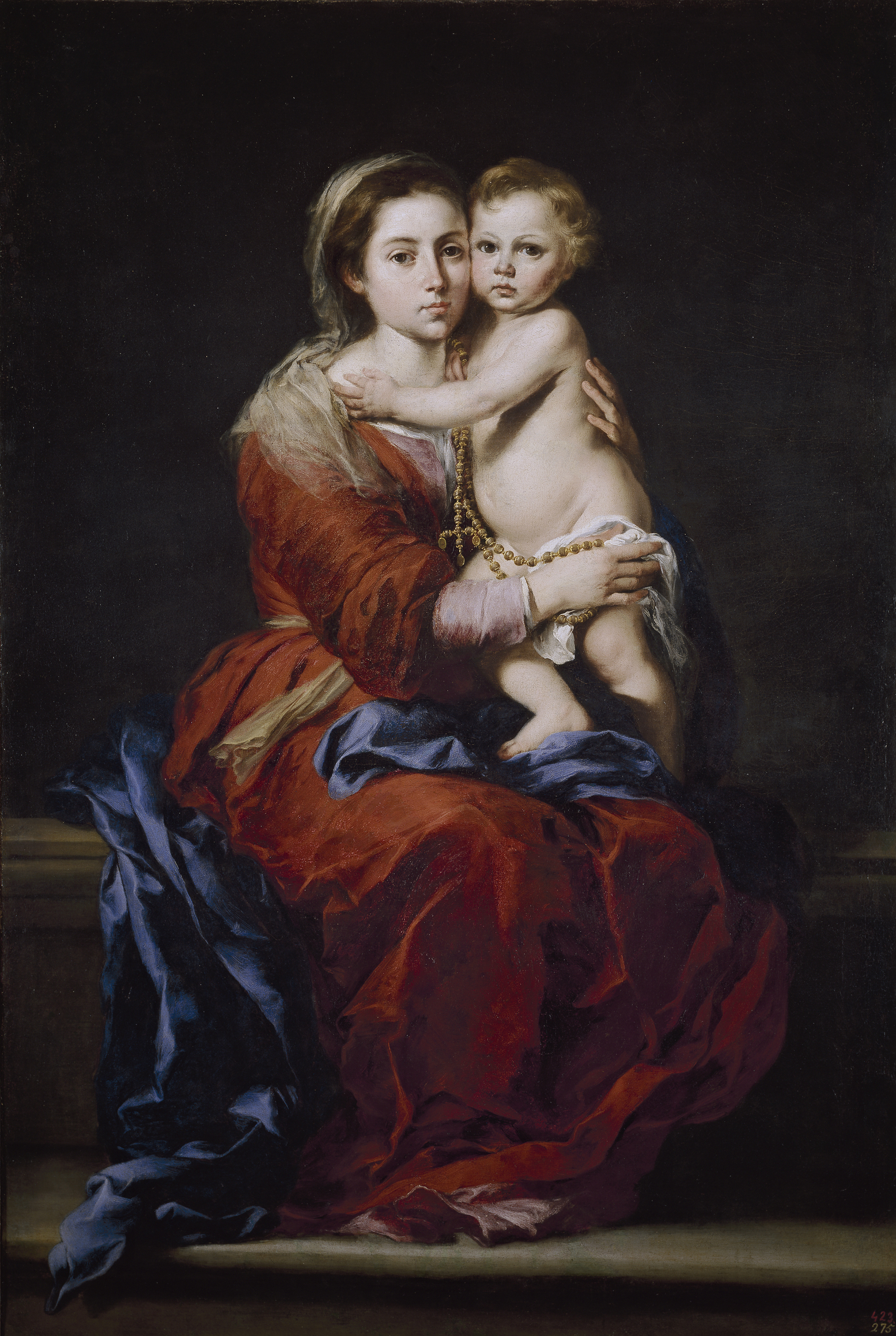
Nuestra Señora del Rosario, Patrona del Distrito de Chorrillos y el Mar Peruano

- Nuestra Señora del Rosario, Patrona del Distrito de Chorrillos y el Mar Peruano7 de octubre: Virgen del Rosario Patrona del Mar Peruano, del Distrito de Chorrillos y del Morro Solar.

## División Administrativa
El cuadro muestra el centro poblado que pertenece al distrito de Chorrillos.
| Centro Poblado | Tipo de Centro Poblado |
| -------------- | ---------------------- |
| Chorrillos     | Urbano                 |

## Autoridades

### Municipales
| Cargo    | Autoridad electa         | Partido político | Partido político         |
| -------- | ------------------------ | ---------------- | ------------------------ |
| Alcalde  | Fernando Velasco Huamán  |                  | Alianza para el Progreso |
| Regidor  | Richard Cortez Melgarejo |                  | Alianza para el Progreso |
| Regidora | María Neyra Onofre       |                  | Alianza para el Progreso |
| Regidor  | Jesús Utani Condori      |                  | Alianza para el Progreso |
| Regidora | Katherine Navarro Yepez  |                  | Alianza para el Progreso |
| Regidor  | Mario Herrera Ignacio    |                  | Alianza para el Progreso |
| Regidora | Regina Montalvo Corso    |                  | Alianza para el Progreso |
| Regidor  | Giuliano Ojeda Botteri   |                  | Alianza para el Progreso |
| Regidora | Deisi Díaz Guevara       |                  | Alianza para el Progreso |
| Regidora | Carmen Liza Yarazca      |                  | Podemos Perú             |
| Regidor  | Víctor Antonio Díaz Mayo |                  | Podemos Perú             |
| Regidor  | Pedro Quispe Chávez      |                  | Somos Perú               |
| Regidora | Zoila Marchisio Tarazona |                  | Somos Perú               |
| Regidora | Nataly Quevedo Cárdenas  |                  | Renovación Popular       |

## Chorrillanos destacados
Las personas que nacieron y vivieron en Chorrillos fueron:
- José Olaya, mártir y pescador peruano. Es uno de los personajes más importantes del Perú. Es también conocido por su frase «Si tuviera mil vidas, gustoso las perdería antes de denunciar a los patriotas o traicionar a mi patria». (n. 1782; f. 1823)

- Manuel Beingolea, escritor y periodista peruano. Hijo del general Manuel Beingolea y Oyague, Mariategui lo definió como un "cuentista de fino humorístico" y también de exquisita fantasía que el cultivo. Su obra más famosa es mi corbata. (n. 1881; f. 1952)

También es conocido el hombre llamado Francisco, por la leyenda El Salto de Fraile, se dice que el se arrojaba todos los días hacia las profundidades del mar desde una peña. En memoria de esta persona, se creó un restaurante ubicado en el malecón de la herradura.